# Batalla d'Uedahara
La batalla d'Uedahara (上田 原 の 戦い, Uedahara no tatakai) va ser un conflicte bèl·lic durant el període Sengoku de la història del Japó on Takeda Shingen va patir el seu primer derrota militar, a més del primer enfrontament en què es reporta l'ús d'armes de foc al Japó.
Takeda Shingen es va trobar amb les forces que havien assetjat el castell Shik i va liderar els seus 7,000 homes cap al nord per encarar les tropes de Murakami Yoshikiyo. L'avançada de Shingen estava liderada per Itagaki Nobukata i quan van atacar la rereguarda de Yoshikiyo van ser ràpidament aniquilats i Itagaki va ser mort juntament amb la seva tropa.
Murakami va utilitzar 50 ashigaru armats amb arcabussos xinesos, els quals servien com a suport dels arquers. En total 700 homes del clan Takeda van ser assassinats, incloent-hi Itagaki i dos generals, Amari Torayasu i Hajikano Den'emon. El mateix Shingen va patir una ferida de llança en un costat.